# Open 13 Provence 2023
Open 13 Provence 2023 là một giải quần vợt nam thi đấu trên mặt sân cứng trong nhà. Đây là lần thứ 31 giải Open 13 được tổ chức, và là một phần của ATP Tour 250 trong ATP Tour 2023. Giải đấu diễn ra tại Palais des Sports de Marseille ở Marseille, Pháp, từ ngày 20 đến ngày 26 tháng 2 năm 2022.

## Điểm và tiền thưởng

### Phân phối điểm
| Sự kiện | VĐ  | CK  | BK | TK | Vòng 1/16 | Vòng 1/32 | Q  | Q2 | Q1 |
| Đơn     | 250 | 150 | 90 | 45 | 20        | 0         | 12 | 6  | 0  |
| Đôi     | 250 | 150 | 90 | 45 | 0         | —         | —  | —  | —  |

### Tiền thưởng
| Sự kiện | VĐ       | CK      | BK      | TK      | Vòng 1/16 | Vòng 1/32 | Q2     | Q1     |
| Đơn     | €107,610 | €62,770 | €36,905 | €21,385 | €12,420   | €7,585    | €3,795 | €2,070 |
| Đôi*    | €37,390  | €20,000 | €11,730 | €6,560  | €3,860    | —         | —      | —      |

*mỗi đội

## Nội dung đơn

### Hạt giống
| Quốc gia | Tay vợt            | Xếp hạng1 | Hạt giống |
| -------- | ------------------ | --------- | --------- |
| POL      | Hubert Hurkacz     | 10        | 1         |
| ITA      | Jannik Sinner      | 14        | 2         |
| AUS      | Alex de Minaur     | 25        | 3         |
| BUL      | Grigor Dimitrov    | 28        | 4         |
| USA      | Maxime Cressy      | 40        | 5         |
| BEL      | David Goffin       | 41        | 6         |
| FRA      | Richard Gasquet    | 45        | 7         |
| SUI      | Marc-Andrea Hüsler | 47        | 8         |

- Bảng xếp hạng vào ngày 13 tháng 2 năm 2023.[3]

### Vận động viên khác
Đặc cách:
- Geoffrey Blancaneaux
- Arthur Fils
- Luca Van Assche

Vượt qua vòng loại:
- Gijs Brouwer
- Lukáš Klein
- Laurent Lokoli
- Alexander Ritschard

### Rút lui
- Pablo Carreño Busta → thay thế bởi  Pablo Andújar
- Karen Khachanov → thay thế bởi  Radu Albot
- Gaël Monfils → thay thế bởi  Roman Safiullin
- Oscar Otte → thay thế bởi  Elias Ymer
- Holger Rune → thay thế bởi  Leandro Riedi
- Jannik Sinner

## Nội dung đôi

### Hạt giống
| Quốc gia | Tay vợt           | Quốc gia | Tay vợt                | Xếp hạng1 | Hạt giống |
| -------- | ----------------- | -------- | ---------------------- | --------- | --------- |
| MEX      | Santiago González | FRA      | Édouard Roger-Vasselin | 58        | 1         |
| FRA      | Nicolas Mahut     | FRA      | Fabrice Martin         | 108       | 2         |
| BEL      | Sander Gillé      | BEL      | Joran Vliegen          | 111       | 3         |
| GBR      | Julian Cash       | GBR      | Henry Patten           | 129       | 4         |
| NED      | Sander Arends     | NED      | David Pel              | 162       | 5         |

- 1 Bảng xếp hạng vào ngày 13 tháng 2 năm 2023.

### Vận động viên khác
Đặc cách:
- Arthur Fils /  Luca Van Assche
- Luca Sanchez /  Petros Tsitsipas

Thay thế:
- Romain Arneodo /  Sam Weissborn

### Rút lui
- Julian Cash /  Henry Patten → thay thế bởi  Romain Arneodo /  Sam Weissborn
- Jérémy Chardy /  Fabrice Martin → thay thế bởi  Nicolas Mahut /  Fabrice Martin
- Diego Hidalgo /  Hunter Reese → thay thế bởi  Marco Bortolotti /  Sergio Martos Gornés
- Ugo Humbert /  Nicolas Mahut → thay thế bởi  Andrew Harris /  John-Patrick Smith

## Nhà vô địch

### Đơn
- Hubert Hurkacz đánh bại  Benjamin Bonzi, 6–3, 7–6(7–4)

### Đôi
- Santiago González /  Édouard Roger-Vasselin đánh bại  Nicolas Mahut /  Fabrice Martin, 4–6, 7–6(7–4), [10–7]